# Balls Mahoney
Jonathan Rechner (né le 11 avril 1972 à Spring Lake Heights, New Jersey et mort le 12 avril 2016 dans cette même ville), mieux connu sous le nom de Balls Mahoney, est un catcheur (lutteur professionnel) américain. Mahoney est sans doute mieux connu pour ses apparitions à l'Extreme Championship Wrestling à la fin des années 1990 et au début des années 2000, ainsi que dans l'émission ECW on SciFi de la World Wrestling Entertainment.

## Jeunesse
Rechner grandit dans le New Jersey et est ami avec Chris Candito. Ils commencent à faire du catch durant leur adolescence dans des petites fédérations du New Jersey.

## Carrière

### Débuts (1987–1994)
Rechner s'entraine à la Monster Factory, une école de catch dirigé par Larry Sharpe, avec son ami Chris Candito. Il lutte dans diverses fédérations de la côte nord-est des États-Unis sous divers noms de ring.

### Smoky Mountain Wrestling(1994–1995)
À l'été 1994, Jim Cornette qui est le promoteur de la Smoky Mountain Wrestling (SMW) est à la recherche d'un équipier pour Chris Candido après le départ de Brian Lee. Candido lui recommande son ami d'enfance Rechner. Cornette lui donne sa chance et le fait lutter sous le nom de Boo Bradley. Il est d'abord le garde du corps de Candido et l'accompagne avec Tammy Fytch.
Cornette décide de le mettre en avant en faisant de lui le champion Beat the Champ Télévision de la SMW après sa victoire face à Lance Storm le 24 septembre.

### World Wrestling Federation(1995–1996)
En 1995, il apparaît brièvement à la World Wrestling Federation sous le nom de Xanta Klaus. Au In Your House 5: Seasons Beatings de décembre, alors que Savio Vega et le « Père Noël » distribuaient des cadeaux aux fans, le manager « Million Dollar Man » Ted DiBiase fait son apparition. DiBiase proclame que tout le monde a un prix même le Père Noël. Tandis que Vega discute avec DiBiase, le « Père Noël » saute sur lui et l'attaque par derrière.

### Extreme Championship Wrestling

#### Hardcore Chair Swingin' Freaks(1997–1999)
En 1997, Rechner signe avec la Extreme Championship Wrestling (ECW) et se popularise sous le nom de Balls Mahoney. Il apparait alors souvent en tenant une chaise métallique, sa marque de fabrique. Il entre dans le ring accompagné de la musique Big Balls du groupe AC/DC. Pendant sa période à la ECW, il fait équipe avec Axl Rotten, un lutteur hardcore similaire violent, et le duo est surnommé par le public « The Hardcore Chair Swingin' Freaks ». Ils rivalisent face aux Dudley Boyz (Buh Buh Ray et D-Von).
Mahoney fait ses débuts en pay-per-view au November to Remember, participant à un Four-Way Dance match pour le titre de Tag Team Championship, avec son partenaire Rotten ; The F.B.I. (en) (Tracy Smothers et Little Guido) détiennent le titre. À Living Dangerously, ils participent à un three way dance, face à Spike Dudley et New Jack. Mahoney et Rotten obtiennent une nouvelle chance au Wrestlepalooza face à Chris Candido et Lance Storm, mais perdent.
Après avoir échoué dans l'obtention de titre avec Rotten, Mahoney se trouve un nouveau partenaire, Masato Tanaka. Au November to Remember, les deux gagnent face aux Dudley Boyz et gagnent le premier règne de Mahoney à la ECW World Tag Team Championship,,. Cinq jours plus tard, Mahoney et Tanaka jouent leur titre face aux Dudleyz dans un match revanche. Au Guilty as Charged, Mahoney et Rotten gagnent face aux F.B.I. et à Danny Doring et Roadkill dans un three-way dance.

#### Tag team avec Spike Dudley (1999)
Le premier match en solo de Mahoney dans un pay-per-view se conclut par une victoire face à Steve Corino au Living Dangerously. Peu après, Mahoney fait équipe avec Spike Dudley. Au Hardcore Heaven, les deux affrontent les Dudleyz dans un match de championnat mais ne parviennent pas à remporter le titre. Les deux équipes s'affrontent de nouveau au Heat Wave, et cette fois, Mahoney et Dudley remportent le match et l'ECW Tag Team Championship, marquant le second règne individuel de Mahoney,,. Lors d'une soirée en août, le duo perd de nouveau son titre face aux Dudleyz. À l'édition de ECW on TNN du 14 août, ils gagnet face aux Dudleyz dans un match revanche afin de récupérer l'ECW Tag Team Championship,,.
À l'édition de ECW on TNN du 26 août, ils perdent de nouveau leur titre face aux Dudleyz,. Aux Anarchy Rulz, le ECW World Television Champion Rob Van Dam est programmé pour défendre son titre face à Johnny Smith mais avant le début du match, Mahoney, Rotten, et Dudley attaquent Smith et le mettent hors d'état de nuire. Mahoney défie RVD pour le titre mais perd le match. Au November to Remember, Mahoney et Rotten perdent face à Da Baldies (Angel Medina (en), Tony DeVito (en), Vito LoGrasso (en)], et Paul Neu (en)) dans un handicap match à 4 contre 2.

### Retour au circuit indépendant (depuis 2008)
Le 13 décembre 2008, il revient lutter au World Wrestling Council dans un match contre Abdullah the Butcher.

## Palmarès
- Assault Championship Wrestling
  - ACW Heavyweight Championship (1 fois)
  - ACW Hardcore Championship (1 fois)

- Extreme Championship Wrestling
  - ECW World Tag Team Championship (3 fois) - avec Spike Dudley (2), et Masato Tanaka (une fois)[11]

- Fight The World Wrestling
  - FTW World Heavyweight Championship (1 fois)

- International Wrestling Association
  - IWA Hardcore Championship (1 fois)

- International Wrestling Cartel
  - IWC Championship (1 fois)[21]

- Mid-American Wrestling
  - MAW Heavyweight Championship (1 fois)
- National Wrestling Superstars
  - NWS Six Man Tag Team Championship (1 fois) (avec Ba-Bu & La-Fu)

- Pro Wrestling Illustrated
  - PWI le classe à la 99e place du top 500 des lutteurs solo chez PWI 500 en 2000[22]
  - PWI le classe à la 443 des 500 meilleurs lutteurs solo en 2003[23]

- Smoky Mountain Wrestling
  - SMW Beat the Champ Television Championship (2 fois)[24]

- USA Xtreme Wrestling
  - UXW Heavyweight Championship (7 fois)[6],[25],[26],[27]

- World Wrestling Council
  - WWC Puerto Rico Heavyweight Championship (1 fois)[28]
  - WWC World Tag Team Championship (2 fois) - avec Rip Rogers (en)[29]